# Boston Patriots 1970
La stagione 1970 dei Boston Patriots è stata la prima della franchigia nella National Football League, l'11ª complessiva e la seconda con Clive Rush come capo-allenatore, che lasciò la squadra per problemi cardiaci, venendo sostituito da John Mazur.. La squadra terminò col peggior record della lega, 2-12, guadagnando la prima scelta assoluta nel Draft NFL 1971 con cui scelse il quarterback vincitore dell'Heisman Trophy Jim Plunkett.

## Calendario
| Turno | Data       | Avversario             | Risultato | Pubblico |
| ----- | ---------- | ---------------------- | --------- | -------- |
| 1     | 20/9/1970  | Miami Dolphins         | V 27–14   | 32,607   |
| 2     | 27/9/1970  | New York Jets          | S 31–21   | 36,040   |
| 3     | 4/10/1970  | Baltimore Colts        | S 14–6    | 38,235   |
| 4     | 11/10/1970 | at Kansas City Chiefs  | S 23–10   | 50,698   |
| 5     | 18/10/1970 | New York Giants        | S 16–0    | 39,091   |
| 6     | 25/10/1970 | at Baltimore Colts     | S 27–3    | 60,240   |
| 7     | 1/11/1970  | Buffalo Bills          | S 45–10   | 31,148   |
| 8     | 8/11/1970  | at St. Louis Cardinals | S 31–0    | 46,466   |
| 9     | 15/11/1970 | San Diego Chargers     | S 16–14   | 30,597   |
| 10    | 22/11/1970 | at New York Jets       | S 17–3    | 61,822   |
| 11    | 29/11/1970 | at Buffalo Bills       | V 14–10   | 31,427   |
| 12    | 6/12/1970  | at Miami Dolphins      | S 37–20   | 51,032   |
| 13    | 13/12/1970 | Minnesota Vikings      | S 35–14   | 37,819   |
| 14    | 20/12/1970 | at Cincinnati Bengals  | S 45–7    | 60,157   |

## Classifiche
| AFC East        | AFC East | AFC East | AFC East | AFC East | AFC East | AFC East | AFC East | AFC East | AFC East |
|                 | V        | S        | P        | %        | DIV      | CONF     | PF       | PS       | Str.     |
| --------------- | -------- | -------- | -------- | -------- | -------- | -------- | -------- | -------- | -------- |
| Baltimore Colts | 11       | 2        | 1        | .846     | 6–1–1    | 8–2–1    | 321      | 234      | V4       |
| Miami Dolphins  | 10       | 4        | 0        | .714     | 6–2      | 8–3      | 297      | 228      | V6       |
| New York Jets   | 4        | 10       | 0        | .286     | 2–6      | 2–9      | 255      | 286      | S3       |
| Buffalo Bills   | 3        | 10       | 1        | .231     | 3–4–1    | 3–7–1    | 204      | 337      | S5       |
| Boston Patriots | 2        | 12       | 0        | .143     | 2–6      | 2–9      | 149      | 361      | S3       |

Nota: Le partite pareggiate non vennero conteggiate a fini delle classifiche fino al 1972.